# غابا
غابا هي تلة مقبرة تعود للعصر الحجري الحديث وموقع أثري أفريقي يتوضع في وسط السودان في منطقة شندي بوادي النيل. يعود تاريخ الموقع، الذي اكتشفه القسم الفرنسي لإدارة آثار السودان (إس إف دي إيه إس) عندما كانوا يستكشفون قدادة المجاورة له، إلى الفترة بين 4750-4350 و4000-3650 تقريبًا قبل الميلاد. أكدت آثار الموقع بشكل كبير على وجود صناعة الفخار، بسبب وجود العديد من الأواني السليمة تمامًا أو في معظمها سليمة. ركزت التحليلات الحديثة على دراسة المواد النباتية التي يتم العثور عليها، مما يدل على أن غابا كانت تدجن الحبوب في وقت أبكر مما كان يعتقد سابقًا. رغم أن الموقع هو مقبرة، فقد أجريت تحليلات قليلة على الجماجم بسبب ظروف التنقيب والحماية الضعيفة الناتجة عن الظروف البيئية. توضح القطع الأثرية في غابا أن الأشخاص الذين استخدموا المقبرة كانوا جزءًا من الهيكلة الإقليمية التي تفصل العصر الحجري الحديث لوسط السودان عن النوبة. في حين تتطابق العديد من التقاليد مع النوبة، فإن الأشخاص المصورين في غابا كان لديهم بعض الممارسات المعينة الخاصة في صنع الطعام والتسابيح والفخار، والتي حدثت على الأرجح على نطاق صغير نسبيًا. كان لديهم أيضًا تقاليد تأبينية مميزة، كما يتضح من أثاثاتهم الجنازية. على الأرجح أن شعب غابا كان على الأقل بشكل جزئي ضمن شبكة تجارة انتشرت على طول النيل وباتجاه البحر الأحمر. استخدم الشعب في غابا الزراعة والحراثة والمواشي للتغذية المساندة.

## التنقيب
اكتشف القسم الفرنسي لإدارة آثار السودان، التي كان يديرها فرانسيس غوس خلال استكشافهم لمقبرة العصر الحجري الحديث الأخرى المجاورة قدادة، غابا في عام 1977. كان عالم الآثار الرئيسي فيها هو إيفس لوكوانت. كان ارتفاع التلة 3 متر ومساحتها 3600 متر مربع. لاحظ المستكشفون أن حجم التلة انخفض بشكل كبير على الأرجح بسبب الحت. حدث أول تنقيب في غابا عام 1980، وأجريت استقصاءات أوسع في عامي 1985 و1986. انقسمت التلة إلى أربعة أرباع. تم تنقيب القسم الواقع في الشمال الشرقي بشكل كامل، وأجريت اختبارات الخنادق في الأرباع الثلاثة الأخرى. كان العديد من القبور قريبًا من السطح بشكل خطير، حيث قد تتعرض لخطر الحت. بلغ عدد القبور التي تم تنقيبها 328: منها 265 من قبور العصر الحجري الحديث، و63 قبر تاريخي. وُصفت العظام بأنها محفوظة بشكل ضعيف، وكان معظم التوثيق والتجميع للأسنان. لم يشارك أي عالم إنثروبولوجيا فيزيائي في عمليات التنقيب، لذلك فإن البيانات المتعلقة بالجنس والعمر والصحة محدودة جدًا أو غير موجودة بالكامل. تم حفظ المواد غير الهيكلية التي عُثر عليها بشكل أفضل بكثير، وتمت استعادتها وتصويرها بشكل مكثف. تم توثيق القبور، وتخطيطها، ورسمها بالتفصيل. سجلوا المواد التي عُثر عليها في القبر، واتجاهات وتوضع الجماجم والمواد الأخرى. كان لديهم القدرة على استخدام الأعماق المسجلة للقبور المدفونة كي يصلوا إلى استنتاجات حول تسلسل الدفن والأوان الفخارية أيضًا.
المواد الهيكلية التي تم استخلاصها موجودة في مركز الأبحاث الخاصة بعلم البيئات القديمة والأنثروبولوجيا في ليفربول، المملكة المتحدة. استعيدت الأوان الفخارية التي تم استخلاصها وهي موجودة حاليًا في المتحف الوطني في الخرطوم.